# Marks tingslag
Marks tingslag var ett tingslag i Älvsborgs län i landskapet Västergötland och omfattande Marks härad.
Tingslaget bildades 1680. 1971 upplöstes tingslaget och verksamheten överfördes till Sjuhäradsbygdens tingsrätt.
Tingslaget ingick i Marks domsaga, bildad 1920, Marks, Vedens och Bollebygds häraders domsaga dessförinnan. Tingsplats var Skene.

## Kommuner
Tingslaget bestod av följande kommuner den 1 januari 1952:
- Sätila landskommun
- Seglora landskommun
- Kinnarumma landskommun
- Fritsla landskommun
- Kinna köping
- Skene köping
- Örby landskommun
- Västra Marks landskommun
- Horreds landskommun
- Kungsäters landskommun
- Svansjö landskommun